# Electron (Rakete)
Die Electron ist eine Trägerrakete des US-amerikanisch-neuseeländischen Raumfahrtunternehmens Rocket Lab. Sie hat zwei Hauptstufen sowie eine Kickstufe und kann mit ihrer Nutzlastkapazität von bis zu 300 kg Cubesats und andere Kleinsatelliten in eine Erdumlaufbahn bringen.

## Aufbau
Für die Electron entwarf Rocket Lab das Rutherford-Triebwerk. Als Treibstoff werden das Raketenkerosin RP-1 und Flüssigsauerstoff verwendet. Die Treibstoffpumpen werden durch bürstenlose Gleichstrommotoren betrieben, die von Lithium-Polymer-Akkumulatoren gespeist werden. Die Hauptteile des Triebwerks werden im 3D-Druck gefertigt.
Die erste Stufe hat einen Durchmesser von 1,2 Meter. Sie verfügt über neun Rutherford-Triebwerke, die beim Start einen Schub von insgesamt 162 kN entwickeln. Mit sinkendem Luftdruck erhöht sich der Schub während des Flugs bis auf 192 kN.
Die zweite Stufe hat den gleichen Durchmesser wie die erste Stufe. Sie verfügt über ein einzelnes Rutherford-Triebwerk, das für den Betrieb im Vakuum optimiert ist und einen Schub von 22 kN entwickelt. Während des Zweitstufenflugs werden einmalig verbrauchte Akkus abgeworfen, um Gewicht zu sparen und somit mehr Nutzlast zu ermöglichen.
Als letzte Stufe kann eine Kickstufe zum Einsatz kommen. Sie besitzt eine eigenständige Energieversorgung, Avionik und ein Kommunikationssystem. Die Lageregelung erfolgt über ein gasdruckbetriebenes Reaction Control System. Ein Curie-Raketentriebwerk mit 120 N Schub, das wie das größere Rutherford-Triebwerk großteils per 3D-Druck gefertigt wird, sorgt für den Antrieb. Electron kann so in einer Mission Satelliten auf verschiedene Bahnen befördern. Zusätzlich kann am Missionsende die Umlaufbahn der Kickstufe abgesenkt werden, um die Verweildauer im Orbit zu reduzieren und Weltraummüll zu vermeiden.

Rocket Lab entwickelte darüber hinaus die Kickstufe zu einem Satellitenbus namens Photon weiter. Dieser soll bis zu fünf Jahre in einer Erdumlaufbahn operieren, geostationäre Umlaufbahnen und Fluchtbahnen erreichen sowie den Transport von Nutzlasten bis 30 kg in eine Bahn um den Mond ermöglichen. Kunden müssten so keine Satelliten mit jeweils eigener Stromversorgung, Kommunikationstechnik, Lageregelung bereitstellen, sondern könnten ihre Nutzlasten direkt auf dem Photon-Bus verbauen lassen. Ein erstes Testexemplar namens „First Light“ wurde beim 14. Electron-Start am 31. August 2020 als Kickstufe genutzt. Ein zweites Testexemplar namens „Photon Pathstone“ kam beim 19. Electron-Start am 22. März 2021 zum Einsatz. In der Variante Haste (Hypersonic Accelerator Suborbital Test Electron, Eigenschreibweise HASTE) kann die Electron auch für suborbitale Flüge eingesetzt werden. Haste unterscheidet sich von der orbitalen Version durch eine dritte Stufe mit einer größeren Nutzlastkapazität von 700 kg.

## Wiederverwendbarkeit
Im August 2019 gab Rocket Lab bekannt, dass eine wiederverwendbare erste Stufe für die Electron in Entwicklung sei. Da eine Landung mittels Triebwerksbremsung bei Kleinraketen nicht wirtschaftlich ist, werden stattdessen ein Bremsballon und ein Flächenfallschirm eingesetzt. Schließlich soll die Stufe mit einem Hubschrauber aufgefangen und zu einem Bergungsschiff gebracht werden. Die Hauptschwierigkeit liege dabei in der Hitze und der strukturellen Last, die beim Wiedereintritt in die Atmosphäre mit 8,5-facher Schallgeschwindigkeit entstehe.
Das Fallschirmsystem wurde beim 16. Electron-Flug am 20. November 2020 erstmals getestet, allerdings noch ohne Fanghubschrauber. Die Raketenstufe landete planmäßig im Meer und konnte geborgen werden. Der erste Einsatz eines Fanghubschraubers war für die Mission There And Back Again vorgesehen, deren Start am 2. Mai 2022 erfolgte. Dabei wurde die Rakete erfolgreich gefangen, allerdings vorzeitig wieder abgeworfen. Als Grund wurden unerwartete Kräfte genannt. Der Plan, die Raketen in der Luft zu fangen, wurde daraufhin aufgegeben und stattdessen auf Landungen im Meer umgeschwenkt. Bei der 40. Mission einer Electron-Rakete im August 2023 wurde erstmals ein wiederverwendetes Rutherford-Triebwerk eingesetzt.

## Einsatz
Die Electron wurde für relativ leichte Satelliten entwickelt. Die maximale Nutzlast beträgt etwa 220 kg bei einer Bahnneigung von 45° und etwa 150 kg für einen sonnensynchronen Orbit.
Die ersten Starts fanden alle vom Rocket Lab Launch Complex 1 statt, den Rocket Lab selbst angelegt hat. Der Weltraumbahnhof befindet sich auf der Māhia Peninsula an der Ostküste der Nordinsel Neuseelands. Als zweiter Startplatz wurde der Rocket Lab Launch Complex 2 auf dem Mid-Atlantic Regional Spaceport in Virginia errichtet. Der erste Start von dort wurde zunächst für September 2019 angekündigt und fand schließlich Anfang 2023 statt.

### Erster Flug
Für den ersten Testflug mit der Bezeichnung It’s a Test wurde ein Startfenster zwischen dem 22. Mai und dem 1. Juni 2017 (Ortszeit Neuseeland) festgelegt. Nachdem der Start mehrfach wegen schlechtem Wetter verschoben worden war, startete die Electron am 25. Mai zu ihrem Erstflug. Die erste Stufe arbeitete problemlos, ebenso waren die Stufentrennung, die Zündung der zweiten Stufe und das Abwerfen der Nutzlastverkleidung erfolgreich. Dennoch erreichte die Rakete nicht die Erdumlaufbahn. Wie sich später herausstellte, konnte ein falsch konfigurierter Empfänger die Funksignale der Rakete nicht korrekt in Daten konvertieren. Dies wurde als Abbruch der Funkverbindung interpretiert, so dass gemäß den Sicherheitsvorschriften der Flug abgebrochen wurde. Dies geschah etwa vier Minuten nach dem Start in 224 km Höhe.

### Zweiter Flug
Der zweite Testflug mit der Bezeichnung Still Testing erfolgte am 21. Januar 2018 und brachte drei Cubesats sowie den „künstlichen Stern“ Humanity Star in verschiedene Erdumlaufbahnen. Nach dem Aussetzen des Dove-Pioneer-Cubesats und Humanity Star in einen 300 × 500 km Orbit hob die zuvor nicht angekündigte Kickstufe den Orbit der beiden Lemur-2-Cubesats auf 550 × 500 km an. Dieser Flug war der erste orbitale Raumflug von einem privaten Startgelände.

### Weitere Flüge

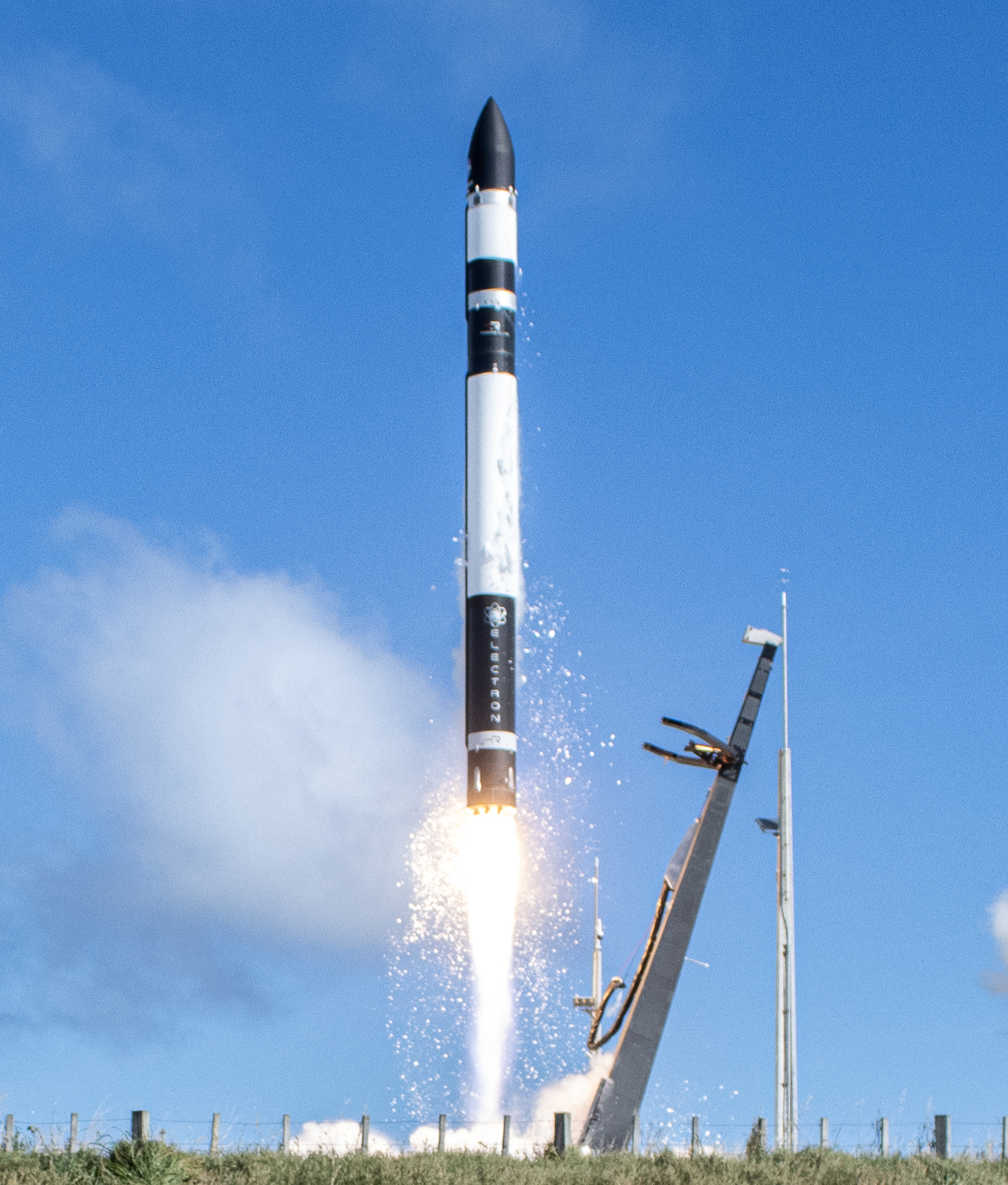
Start am 6. Mai 2023

Ursprünglich waren drei Testflüge geplant. Nach zwei Testflügen entschied Rocket Lab jedoch, bereits mit dem dritten Start in den kommerziellen Betrieb zu gehen. Für die Missionsbezeichnung gab es mehrere Vorschläge, wobei bei einer Abstimmung in sozialen Medien It’s Business Time klar siegte.
Einer der Kunden, die bereits Starts gebucht haben, ist das Unternehmen Moon Express, das spätestens bis zum 31. März 2018 einen Lander auf den Mond hätte bringen müssen, um die Bedingungen des Wettbewerbs für den Google Lunar X-Prize zu erfüllen. Insgesamt hatte Moon Express drei Electron-Starts gebucht, allerdings könnte wegen steigender Anforderungen an die Missionen ein Wechsel auf eine leistungsfähigere Trägerrakete nötig sein.
Der erste Start der suborbitalen Variante Haste erfolgte am 18. Juni 2023 (Ortszeit: 17. Juni 2023) vom Rocket Launch Complex 2 in den USA. An Bord war eine nicht näher beschriebene militärische Nutzlast mit der Bezeichnung Dynamo-A für die Firma Dynetics im Auftrag des Naval Surface Warfare Center der United States Navy.

## Startliste
→ Siehe: Liste der Electron-Raketenstarts